# IIe législature de la Seconde Restauration
2e législature
La deuxième législature de la Seconde Restauration dure du 4 novembre 1816 au 24 décembre 1823. Elle commence avec la dissolution de la Chambre par le roi sur l'initiative du gouvernement du duc de Richelieu.
Le corps électoral est convoqué en septembre 1816 et envoie à la Chambre une majorité de constitutionnels, compris politiquement entre les libéraux et les ultras. Le duc de Richelieu demeure président du Conseil jusqu'au 28 décembre 1818. À la suite de sa démission, Jean Joseph Dessolles devient président du Conseil et ministre des affaires étrangères.
De nombreuses lois à caractère libéral sont votées de 1816 à 1820 :
- loi électorale de février 1817, dite « loi Lainé » ; instaure un suffrage de liste au niveau des départements
- loi militaire dite Gouvion-Saint-Cyr de mars 1818, abolissant les prérogatives pour les officiers issus de la noblesse
- loi sur la presse de mars 1819

Élie Decazes devient président du Conseil le 19 novembre 1819
Le 13 février 1820, le duc de Berry est assassiné. Par réaction, Élie Decazes quitte le gouvernement, le duc de Richelieu le remplace. Des mesures anti-libérales sont prises :
- juin 1820, loi du double vote : les électeurs les plus riches se voient accorder le droit de voter deux fois

Villèle devient président du Conseil en septembre 1822.